# Simulium delponteianum
Simulium delponteianum es una especie de insecto del género Simulium, familia Simuliidae, orden Diptera.
Fue descrita científicamente por Wygoszinsky, 1961.